# Iglesia de San Vicente Mártir (Guadasuar)
La iglesia parroquial de San Vicente Mártir de Guadassuar, en la comarca de la Ribera Alta de la provincia de Valencia, está catalogada como Bien de interés cultural como queda constancia en la Dirección General de Patrimonio Cultural de la Consejería de Turismo, Cultura y Deportes de la Generalidad Valenciana, con la anotación ministerial número R-I-51-0008314, y fecha de anotación veintiocho de enero de 1997.

## Historia
En 1340 se consigue la categoría de parroquia independiente para la primitiva iglesia de Guadassuar, ya que antes de esta fecha estaba vinculada a Alcira. Y la documentación existente nos permite decir que desde 1401 la advocación del templo es a San Vicente Mártir. La construcción del edificio se inició a partir de 1560. Se llevaron a cabo ampliaciones y mejoras del templo entre 1577 y 1578 a cargo del maestro picapedrero Joan Matalí, y se construyen las fachadas exteriores.
En 1730 Madoz documenta la remodelación barroca que sufre el interior de la iglesia, por lo que podemos decir que es en el siglo XVII cuando se realizan las principales obras de reforma que han llegado a la actualidad.

## Descripción
La Iglesia Parroquial de San Vicente Mártir fue edificada, entre los siglos XIV y XV, aprovechando los restos de una iglesia anterior de la que se dispone muy poca información. Presenta una sola nave con capillas con unos contrafuertes que acaban dividiendo el espacio interior en cinco tramos. La nave central acaba en un ábside pentagonal y con cubierta en bóveda estrellada. Por su parte, la cubierta de la nave central es de crucería y las capillas laterales tienen bóvedas con lunetos. El estilo constructivo interior es de estilo gótico, lo cual contrasta con el marcado estilo renacentista que presenta la fachada principal, cuya la portada (obra del maestro Joan Matalí) es uno de los mejores ejemplos del Renacimiento.
El material empleado para la construcción es la mampostería reforzada con sillares en las esquinas y contrafuertes. Tras la restauración se vio que la plementería de las bóvedas era de ladrillo. Y cuando se produjo la remodelación durante el siglo XVIII, se procedió a decorar las columnas, dándoles un aspecto más recargado, presentando decoración vegetal en el tercio inferior, un fuste acanalado y los capiteles compuestos. Al tiempo se decoró con un zócalo de cerámica (obra del ceramista Vicente Navarro) todo el perímetro interior del templo, y se levantó la capilla de la Comunión en el lado del Evangelio, teniendo desde el tercer tramo de la iglesia; presenta planta de cruz griega con cúpula central sobre un tambor, estando decorada con pinturas neobarrocas que se realizaron aproximadamente a mediados del siglo XX. En el exterior se construyó un nuevo tejado (el que tiene aún en la actualidad), sobre el ya existente, del cual, algunos autores dicen se trataba realmente de una terraza, teoría que se reforzaría por la presencia de gárgolas en algunos de los contrafuertes. Las reformas de esta época abarcaron incluso la fachada, en la cual se añadió un remate mixtilíneo con pirámides.
Al margen del edificio monumental, tienen también protección patrimonial las muestras de cerámica del siglo XVIII; las piezas de orfebrería (XVI-XVIII); las esculturas de su portada; los estucados con ángeles llevando medallones y escudos de su interior; y la colección de pintura que alberga. Además, a los pies del templo se encuentra la torre campanario de planta cuadrada, que se erige sobre la torre defensiva árabe de la primitiva alquería musulmana de Guadassuar, lo que explica su carácter exento; con un cuerpo de campanas con arcos diagonales, rematado por arcos diagonales con linterna.